# Estación Ruta N U de A (Metroplús)
La Estación Ruta N - UdeA es la decimotercera estación de Metroplús de la línea L1 desde el occidente de Medellín hacia el barrio Aranjuez. Está ubicada al frente de la portería Barranquilla de la Universidad de Antioquia y es cercana al edificio Ruta N, donde están las instalaciones de Hewlett-Packard.
Su entrada se realiza a través de un paso semafórico localizado sobre la Avenida del Ferrocarril en su intersección con la Calle 67 o Barranquilla.

## Sitios de interés
- Ciudad Universitaria de Medellín
- Ruta N
- Centro Comercial Aventura

- Datos: Q18644138